# 산탄토니오디갈루라
산탄토니오디갈루라(Sant'Antonio di Gallura, 갈루레세어: Sant' Antòni, 사르데냐어: Sant' Antòni de Calanzànos)는 사사리도에 있는 이탈리아 사르데냐의 자치단체로, 칼리아리에서 북쪽으로 약 200 킬로미터 (120 mi), 올비아에서 북서쪽으로 약 20 킬로미터 (12 mi) 떨어져 있다. 산탄토니오디갈루라는 다음 자치단체와 접해 있다: 아르차케나, 칼란지아누스, 루라스, 올비아, 텔티.
경제는 농업, 축산업 및 코르크 생산을 기반으로 한다. 사람들은 관광 산업에 종사하기 위해 인근 아르차케나와 올비아로 계절적으로 이동한다.